# Ražden Arsenidze
Ražden Arsenidze (gruzínsky რაჟდენ არსენიძე, 1. října 1880 – 24. května 1965, Paříž, Francie) byl gruzínský právník, novinář a politik, člen frakce menševiků.

## Život
Začátkem století vstoupil do Ruské sociálně demokratické dělnické strany a v roce 1903 se spojil s jejím menševickým křídlem. Ve svých vzpomínkách píše, že když Stalin promlouval k batumským dělníkům, prohlásil: "Pro Lenina to je potupa, že mu bůh seslal takové soudruhy jako jsou menševici! Kdo jsou vůbec tihleti lidé? Martov, Dan a Axelrod jsou obřezaní Židáci. A ta stará bába Věra Zasuličová! Nemůžete s nimi ani vytáhnout do boje, ani se s nimi veselit. Zbabělci a hudlaři!". Později byl Arsenidze zatčen a deportován na Sibiř, odkud se vrátil do pádu carismu při únorové revoluci roku 1917.
Arsenidze byl jedním z autorů vyhlášení nezávislosti Gruzínské demokratické republiky a v roce 1919 byl zvolený do ústavodárného shromáždění. Stejný rok se stal ministrem spravedlnosti ve vládě Noe Žordaniji, a odstoupil roku 1921, kdy jeho mandát získal Jevgenij Grečkori.
Invaze Rudé armády do Gruzie přinutila Arsenidzeho odejít do exilu, kde publikoval své paměti o Stalinovi. Byl zastáncem Stalinova působení v carské Ochrance.
Arsenidze zemřel v Paříži a je pohřben na hřbitově v Leuville-sur-Orge.